# Idila (film)
Idila (angleško: Idyll) je grozljivka scenarista in režiserja Tomaža Gorkiča iz leta 2015. To je njegov filmski prvenec in sploh prvi slovenski celovečerec v tem žanru.
Film je nastal v produkciji Blade Production v sodelovanju s Slovenskim filmskim centrom, Strup produkcijo, 666 Productions in NuFrame. Glasbo za film je napisal Nejc Saje. Večino filma je bilo posnetega na Jezerskem in nekaj malega v Posočju. Film je 16. maja 2015 doživel svetovno premiero na 68. Filmskem festivalu v Cannesu. Film je slovensko predpremiero doživel 15. julija 2015 na 11. Grossmannovem festivalu v Ljutomeru, uradno premiero pa 16. septembrom 2015 na FSF v Portorožu. V distribuciji »Karantanija Cinemas« bo film 1. oktobra 2015 prišel še na redni spored v slovenskih kinematografih. Film je stal skupaj okoli 380.000 evrov, od tega je 220.000 evrov prispeval Slovenski filmski center. Celoten film so posneli v devetnajstih dneh.

## Zaplet
Osrednji lik zgodbe je amaterski fotomodel Zina (Nina Ivanišin), ki se s svojimi prijateljicami v gostilni zabava pozno v noč. Tam jim strežejo domače žganje iz steklenice s skrivnostno etiketo. Po burni in prekrokani noči se mora Zina na hitro strezniti, saj jo zjutraj že čaka pot v idilično in zeleno gozndo pokrajino. Tam jo namreč čaka modni fotograf Blitcz (Sebastian Cavazza), ki za Zino pripravlja modno fotografiranje. A ta v družbi Blitczeve gobezdave kolegice (Nike Rozman) in njegove ošabne asistenke (Mance Ogorevc), ne uživa ravno v rajski naravi. Drama se začne, ko se na travniku pojavita dva strašljiva in iznakažena rovtarska možakarja Francl (Lotos Vincenc Šparovec) in Vintrl (Jurij Drevenšek), ki jima prišleki niso prav nič po godu. Vse prestrašene jih možaka zvlečeta v svojo mračno klet, kjer jih pričaka bizarna žganjekuha in številne pasti. Sledi boj za življenje.

## Igralska zasedba
- »Zina« (Nina Ivanišin) – amaterski fotomodel
- »Blitcz« (Sebastian Cavazza) – modni fotograf
- »Francl« (Lotos Vincenc Šparovec) – prvi iznakažen možak iz rovt
- »Vintrl« (Jurij Drevenšek) – drugi iznakažen možak iz rovt
- »Mia« (Nika Rozman) – Blitzceva gobezdava kolegica
- »Dragica« (Manca Ogorevc) – Blitzceva ošabna asistentka
- »Enooka« (Damjana Černe)
- »Renc« (Damir Leventič)

## Tehnični podatki
- Datum snemanja – junij in julij 2014
- Format snemanja – digital super 35 mm
- Slikovno razmerje – 1.85:1
- Snemalna lokacija – Jezersko in Posočje
- Produkcija – Blade Production
- Koproducent – Strup produkcija
- Finančna podpora – Slovenski filmski center
- Tehnična podpora – Viba film in Fotoformat

## Projekcija filma
- 16. maj 2015 - Filmski festival v Cannesu v Franciji (svetovna premiera)
- 15. julij 2015 - Grossmannov festival v Ljutomeru (slovenska predpremiera)
- 16. september 2015 - Festival slovenskega filma v Portorožu (slovenska premiera)
- 1. oktober 2015 - redna projekcija v slovenskih kinematografih (kino premiera)
- 9. oktober 2015 - Dracula film festival v Brașovu (romunska premiera)

## Nagrade
Na 18. FSF-ju je film prejel vesno za najboljši celovečerni film ter nagrade za stranski vlogi (Nika Rozman in Jurij Drevenšek) in scenografijo (Gregor Nartnik).